# FK Sloboda Tuzla
FK Sloboda Tuzla este o echipă de fotbal din Tuzla, Bosnia și Herțegovina.

## Jucători notabili
| - Kasim Alibegović - Fahrudin Avdičević - Nail Beširević - Cvijetin Blagojević - Ranko Cakić - Ivan Cvjetković - Slobodan Dijamant - Josip Duvančić - Jovan Geca - Dorde Gerum - Nevres Gogić - Ismet Hadzić - Fuad Hajrović - Jusuf Hatunić - Mustafa Hukić - Said Husejinović - Aleksander Ivoš - Ešref Jašarević - Predrag Jovanović - Radomir Jovičić - Muhamed Konjić - Mirsad Kovačević | - Mitar Lukić - Zoran Mališević - Midhat Memišević - Enes Mešanović - Rizah Mešković - Mirko Mihić - Aleksandar Miličić - Cvijan Milošević - Goran Miljanović - Fuad Mulahasanović - Vedin Musić - Mesud Nalić - Fahrudin Omerović - Sead Sarajlić - Ademir Smajlović - Dževad Šećerbegović - Zoran Tomić - Rade Tošić - Nedzad Verlašević - Nevres Zahirović |